# Уральський економічний район

Уральський економічний район на мапі Росії

Ура́льський економі́чний райо́н (рос. Ура́льский экономи́ческий райо́н) — один з 12 економічних районів Російської Федерації, складається з 7 федеральних суб'єктів:
1. Республіка Башкортостан
2. Удмуртська Республіка
3. Курганська область
4. Оренбурзька область
5. Пермський край
6. Свердловська область
7. Челябінська область

Населення — 20 166 тис. осіб (1987).
Основні галузі спеціалізації: чорна і кольорова металургія, машинобудування (енергетичне, транспортне, сільськогосподарське), лісова, хімічна, нафтохімічна і гірничохімічна промисловість. Здобич і переробка нафти і газу.
У сільському господарстві — виробництво зерна і тваринницьких продуктів.